# 1950年代香港
香港在1950年代正處於二次大戰後的復原期，但國際局勢的動盪及中國大陸政權的更替，都對香港相當大的影響。在二次大戰後，中華民國政府一度要求取回香港，但礙於國共內戰旋即爆發，中國國民政府不但沒有取得美國的支持，在中國大陸的戰事更節節敗退，無力向英國取回香港。國共內戰期間大量逃難的難民湧入香港，國民黨政府在內戰失利後於1949年退守台灣，共產黨於同年10月在中國大陸建立新政權，中國大陸有數以十萬計的居民因為逃避共產黨的統治而遷居香港，香港人口於是由1947年約為175萬急增至1951年的201萬。逃港潮的新移民為提供了廉價的勞動力，當中更有不少企業家因為共產黨強行實施公私合營，进而推行完全的國有化政策，於是私有企業都設法將業務、資金和技術轉移到香港，為香港經濟的工業化發展提供有利條件；朝鲜战争期間，聯合國宣佈向大陸實施禁運，香港不能再依賴轉口業，促使香港發展製造業，成為香港戰後經濟三十年的支柱產業。香港亦從轉口港逐漸發展為工業城市，經濟迅速發展，政治除雙十暴動外基本平稳。另一方面，香港的房屋、醫療和教育都遠遠不足以應付急劇增加的人口需求，居民普遍生活貧困，加之受到中國大陸局勢的影響，香港局勢也處於不穩，曾經發生嚴重騷亂。

## 背景

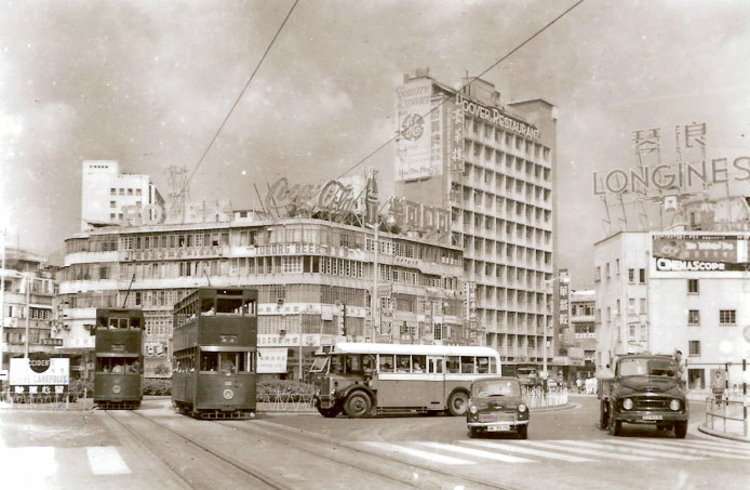
1955年的銅鑼灣

1949年，中國共產黨奪得中國大陸政權，被英國統治的香港有被中國收回之虞。英國政府因為對於柏林危機及共產政權的對抗態度記憶猶新，所以決意繼續讓香港作為資本主義在共產勢力中的橋頭堡。再者，香港是中國的南大門，是重要的貿易中心。英國冀望藉此跟北京新政權展開貿易。面對歐洲與亞洲的共產勢力威脅，東南亞更發生馬來亞危機，英國政府認為如果在共產勢力威嚇下便把香港交回中國，只會令英國顯得懦弱無力。英國於是加強香港駐軍，並制定撤退到澳洲的計劃。另一方面，為免加劇與西方國家已緊張的關係，中国人民解放軍受命不可越過深圳邊界，香港得以維持英國殖民地地位。
英國國會曾經討論，若香港不能維持轉口港地位，應否讓中國取回香港，這件事引起了香港居民不滿。韓戰爆發後，聯合國對北韓及出兵支持金日成政權的中國大陸實施制裁，由於英國是聯合國軍成員，所以香港亦須要配合聯合國加入對中國大陸制裁的行列；有關跟隨英國的禁運對香港原有的轉口貿易造成重大打擊，不過由於中共掌權後中國大陸將各類私有企業及資本收歸國有，促使大量資金及人口在國共內戰後仍持續逃到香港，由於香港在聯合國對中國大陸實施禁運下只能開闢西方國家市場，於是結合逃到香港的資本及當時廉價及充裕的勞動力，本土工業因此興起，令香港轉變成為製造業中心。
1952年10月，鑑於世界範圍內的「去殖民化」同「民主化」進程，葛量洪與殖民地大臣分別在香港和英國國會同時宣布，香港在這個時期推行大規模政制改革，不合時宜；「但是我們已決定在香港的市政局進行改革，市政局內將會有兩位民選的議席。」:150

## 旗幟與徽章

香港紋章（1959-1997）

香港的旗幟與徽章在1950年代出現了重大的修改，一直沿用到1997年香港主權移交為止。1959年1月21日，倫敦英國紋章院把新的徽章授予香港，同年7月27日，香港以此為旗幟設計。旗幟上的徽章改為以白色圓形襯托的香港盾徽。香港徽章上由代表英國的獅子和代表中華文化的龍共同手執盾牌，盾牌底部繪有兩艘代表貿易的帆船，以白色的城垛紀念香港保衛戰，頂部是代表皇家海軍的海戰金冠。另一隻獅子在盾牌上站立，並以雙手握著寓意香港是「東方之珠」的一顆珍珠，而盾牌的下方有一條綴有「HONG KONG」的帶條。

## 人口
香港在1950年代承接二次大戰結束後的戰後嬰兒潮，仍處於高出生率時期，但更多新增人口是中國大陸發生國共內戰及中國共產黨取得中國大陸的政權後，從中國大陸逃難抵港。1949年，中華人民共和國成立，這時，難民以每月十萬人的速度逃亡到香港。香港人口從二次大戰結束的1945年約60萬到1950年代中期的十年間激增至220萬，使香港成為世界上人口密度最高的城市之一，對香港當時的醫療、房屋、教育及就業構成沉重壓力。

## 法律與治安
雖然在中國大陸的國共內戰的以共產黨取得政權結束，但支持中國共產黨的左派以及支持中國國民黨的右派輾轉來到香港繼續鬥爭。1950年上半年，安置了中华民国国军的退役老兵和家眷的香港岛摩星岭公民村，被一群左派学生挑衅，最后更演变成流血冲突。结果香港政府于1950年6月把这群老兵和家眷迁往新界东南部的调景岭，及後於1956年10月10日，右派工會策動大規模破壞活動。雖然表面上原因是低工資、工時長、擁擠環境引起，但卻連日搗亂多家左派報館，大量學校和工廠都受到破壞，又有商店被縱火，有汽車被推翻導致交通癱瘓，還發生搶掠，港督葛量洪下令軍警搜捕暴徒以平息流血衝突，這次源於共產黨與國民黨勢力在香港對侍的「雙十暴動」共導致300多人死傷。
雖然加強了法律管制，打擊了三合會的發展，但是50年代的大部分社會問題都跟香港境內的國共兩派有關。由於滲透香港的共產黨分子試圖清除在香港的國民黨勢力及企圖激起反英情緒，所以香港政府對共產黨份子的活動嚴加提防。1950年代至1960年代，香港政府強烈壓制任何政治抗議；除投注站和馬場外，禁止賭博；同性戀、娼妓、放鞭炮、吃狗肉不合法；小巴不准企立，車費不設找贖，不准與司機談話、吸煙、攜狗上車:288。

## 經濟

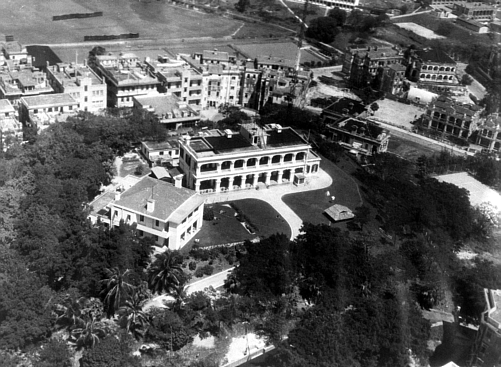
1950年的香港天文台總部

### 工業
1951年韓戰爆發，由於中國派遣人民志願願軍支援北朝鮮，聯合國宣佈向中國實施禁運，使香港不能再依賴作為轉口港支持經濟，很多物資也需要自給自足。適逢當時不少逃離中國大陸的人士都是具有一定資本的工業家，加上其他難民可以作為廉價的勞動力，使香港工業的發展開始迅速發展。
1953年的兩個填海工程為香港增加300萬平方呎的土地。第一個填海工程是為了建設啟德機場的跑道。額外的土地使觀塘及荃灣變成工業中心。早期工業中心在狹窄地方製造有不少按鈕、人造花、雨具、成衣及鞋子等商品。

### 金融業

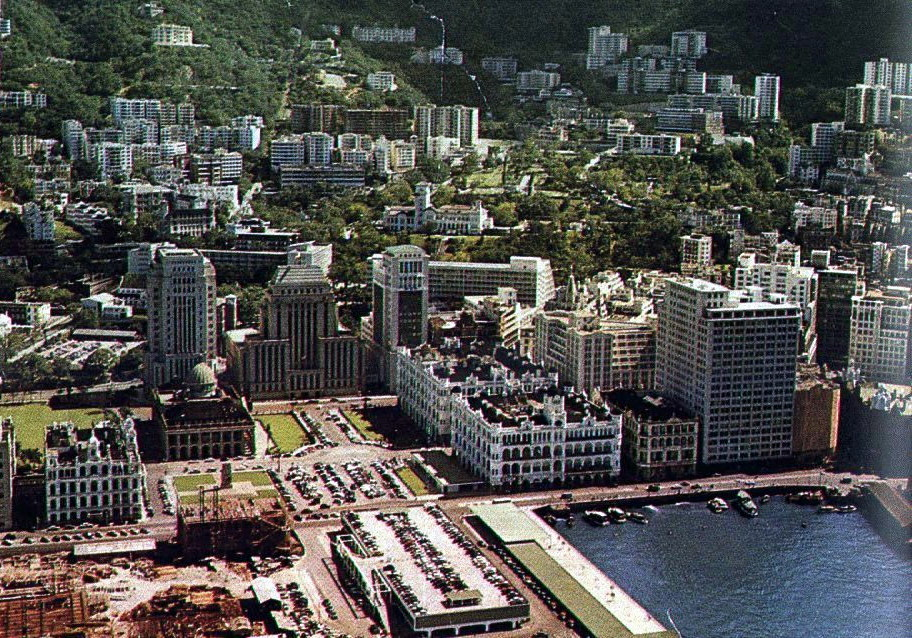
1955年的中環

香港當時的銀行缺乏政府監管，香港也沒有中央銀行或貨幣政策，但銀行業逐漸因應香港的工業化而逐漸發展。縱使未能應付快速發展經濟帶來的融資問題，政府不願意監管證券交易市場，製造商常常因此缺乏足夠的資本投資發展業務，後來政府基於境內外的壓力最終促使香港制訂相關政策。

### 旅遊業
1950年代中期，香港政府和商界都沒有任何發展旅遊業的長遠計劃，當時訪港的外國人大多是商人和來港渡假的軍人，當中又以美軍為主。1957年，香港成立了半官方的香港旅遊協會推廣旅遊業。

### 交通

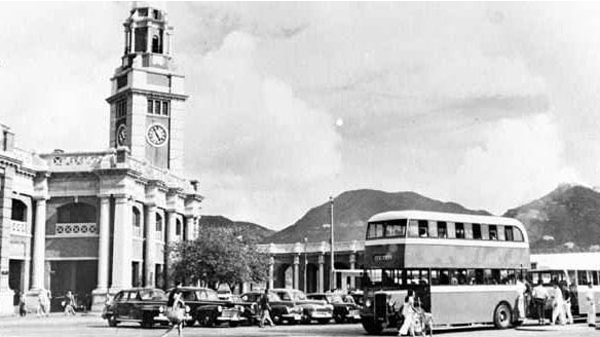
1952年，九廣鐵路尖沙咀站

受中國大陸政權變更影響，九廣鐵路來往廣州的直通列車於1949年中斷，北行列車的終點站設於羅湖而不過境。為改善鐵路運輸，在1955年9月兩輛柴油機車投入九廣鐵路英段的服務，至1950年代末期，大部份蒸氣機車已被取代。另一方面，隨著香港人口增長，對交通的需求大增，其他公共交通工具亦相應作出改善。九巴於1953年9月在新界各處設置巴士站牌，而中巴則於1950年代期間在巴士上引進了乳膠座椅。1958年，中環天星碼頭搬往愛丁堡廣場碼頭，成為當時中環的著名地標之一。另一方面，香港的士發展也相當迅速，由1947年初辦時的329輛，增加至1959年的851輛。
然而，中國大陸政權的變更，嚴重影響當時香港兩間航空公司之一的香港航空。香港航空原持有前往香港以北城市的專營權，但大陸易幟後跟香港斷航，失去多條主要航線，經營變得困難，最後於1958年被太古洋行旗下的國泰航空收購，令國泰航空在其後的27年成為唯一本地航空公司。
道路規劃方面，港府於1955年起曾研究維多利亞港研究興建跨海大橋或海底隧道的方案，但主要基於成本上的考慮，當時並未有正式落實。

## 房屋和土地發展

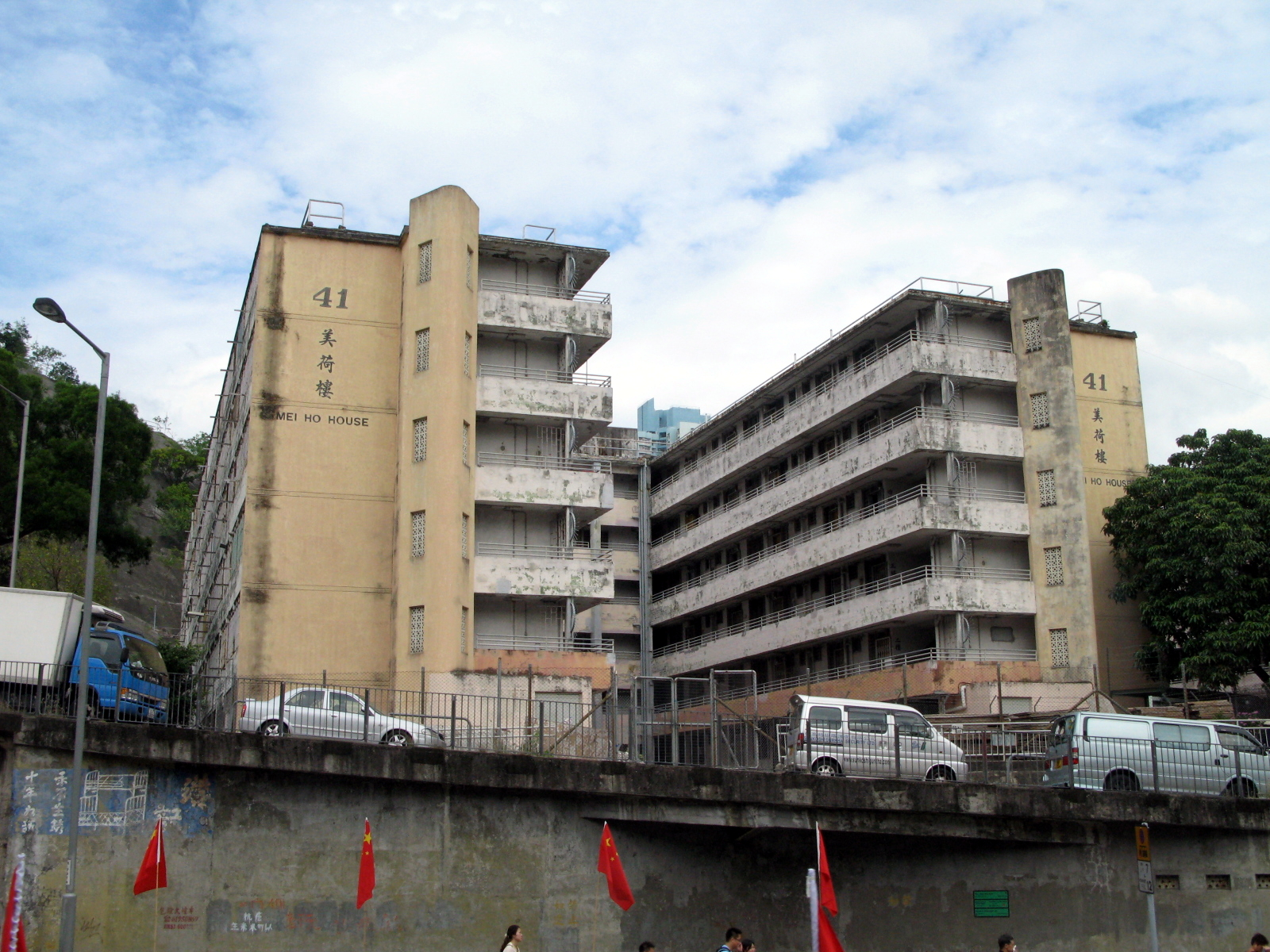
石硤尾邨美荷樓，典型「H」形7層徙置大廈

1952年調查報告顯示，平均每1,000户香港華人家庭，687户住在一個房間，120户住在劏房，23户住在屋頂天台，只有8户有房住:291-292。
香港在戰後處於高出生率，同時又有大量來自中國大陸的難民抵港，由於房屋供應嚴重不足，大量居民只能居住於自行在山區搭建的木屋，令香港市區的周邊地帶出現多個寮屋區，當時這些寮屋都缺乏水電供應，衛生環境惡劣。1953年聖誕夜，位於新界的石硤尾發生石硤尾寮屋火災，超過2,500戶寮屋被大火焚毀，58,203名災民在一夜之間無家可歸，港督葛量洪於是制定緊急房屋計劃。政府為了儘快為災民提供安身之所，迅速在原址附近興建多幢徙置大廈。徙置大廈由三合土所建成，結構比寮屋堅固，防火防滲漏，設有基本消防設施，每幢樓高七層，可容納2500人。每層中間設有公共廁所與浴室。由於單位卻缺乏間隔及廚房，居民要在單位外的公共走廊做飯。此後，政府又在香港島及九龍各處興建黃大仙、老虎岩、長沙灣李鄭屋等徙置區，讓居所簡陋、衛生環境較差的寮屋居民入住。自此，香港政府大量建造公營房屋，每人的居住空間為24平方呎。
另一方面，1955年當政府在李鄭屋村興建徙置大廈時，無意發現了一個東漢墓穴，被稱為李鄭屋漢墓。此外，於1957年入伙的北角邨，在當時的香港公共房屋設計上作出很多突破，包括每戶均有獨立廚房及廁所，並設有升降機。
由於高空發展可節省珍貴的土地資源，香港新蓋建築物的趨勢。其中由香港著名商人霍英東於1955年落成，位於香港島銅鑼灣利園山的蟾宮大廈，為一座樓高17層的住宅大廈，成為當時香港最高的建築物。蟾宮大廈是他旗下「霍興業堂置業」的物業，他首創賣樓花的方式發售單位，奠下了香港地產發展商其後賣樓花的基礎。

## 醫療

香港紅十字會標誌

為應付大量難民的需要，英國紅十字會在1950年7月12日在成立第一個香港分部，後來成為香港紅十字會。他們在荔枝角醫院開始並開始提供「病人關注服務」。捐血服務始於1952年，首年已有483名市民參與。在1953年曾經服務石硤尾大火失去家園的災民。香港在1950年代的醫療服務追不上人口增長，醫療水平仍相對落後，環境衛生欠佳，肺結核頻發，所以政府在港島南區興建專門診治肺病的葛量洪醫院。

## 災難

### 空難
1950年代的香港航空初步得以發展，但中國與西方國家的對峙，卻對香港的民航安全構成威脅並造成空難。1954年7月23日在香港附近的國際空域發生中國解放軍擊落國泰客機事件，國泰航空的一架DC-4客機被中國人民解放軍空軍的兩架La-11戰鬥機擊落墜落海面，駐港英軍、美國海軍及美國空軍展開聯合拯救行動時更遭遇中國阻攔，中國威脅會擊落參與救援行動的飛機，但英美及香港當局沒有理會中國的警告，繼續在風浪下救起生還者，將傷者送往香港的醫院，這宗空難造成10死8傷。事件令東亞局勢急劇緊張，經過交涉後，中國總理周恩來於1955年同意道歉並賠償。

### 暴動
本年代的災難以1956年雙十暴動的人禍最為嚴重，釀成60死300傷。緊隨其後的為1957年廣東道木樓大火，導致59死10傷。1959年暴雨成災，引致46死21失蹤60傷。1955年則發生嚴重山洪暴發，28人喪生。1951年畢拿山空難，26人罹難。1957年亦暴雨成災，造成25死8失蹤。1951年石澳空難，16人身亡。1954年，大埔錦山村大火燒死14、燒傷8人。1953年建築中唐樓倒塌，13死21傷。1950年元朗大火與1951年九龍仔山泥傾瀉事故同樣奪去12人性命。

### 火災
由於有大量中國大陸人口在短時間內移入香港，因為房屋供應嚴重不足，在山嶺搭建的木屋迅速增多，寮屋人口密集，又缺乏消防設備，大型火災頻生。1951年11月，九龍城東頭村大火燒毀木屋5000多間，災民20000多人，1953年12月25日的石硤尾大火受災面積更達45畝，毀木屋7000間，災民60000多人。其後1954年亦有大坑東木屋區大火；1955年有石湖墟大火、九龍花墟村大火、銅鑼灣馬山木屋大火等；政府為了安置居民，促成徙置大廈的誕生。

## 教育
香港的教育系統在1940年代先後遭到香港日佔時期的破壞及國共內戰引致大批難民湧入香港的影響，加上戰後嬰兒潮，香港的學校和學額在1950年代供不應求。當時香港的學校以學費昂貴的私立學校為主，數量有限的官立學校需要通過嚴格的考核方能入學，雖然有志願團體辦學，但因為缺乏學校用地及教學資源，學額遠遠不足以應付新增的龐大人口需求，香港當時也缺乏保障兒童的法例，在當時高出生率下，許多家庭都出於經濟需要，讓家中較年長的兒童外出打工謀生，這都令香港的適齡入學兒童出現嚴重的失學問題。
政府於1950年擬定了「十年建校計劃」，希望在十年內提供為適齡的小學兒童和希望升讀中學的學生提供足夠學額，但這項計劃因受到中國大陸政權的變更及外來大量人口湧入而無法實現。1951年12月，政府發表了規劃香港教育的《菲沙報告書》，當中的建議包括加強對教育的管理及大力推行英文教學，以及發展小學和師範教育等。在1955年8月開始推行《小學擴展的七年計劃》，包括建立五間官立小學，大量增加小學學位。另一方面，當時政府批准志願團體在徙置大廈的天台上設立的天台小學，以較低廉的學費提供小學教育，也是當時小學學位的主要來源，但整個1950年代始終無法解決學位不足及兒童失學的問題。
香港高等教育的發展同樣受到種種限制。1951年，港督葛量洪委任賈士域（Keswick）就香港高等教育作出研究報告，當時的結論是不主張在香港大學以外另設一所新的大學。至1959年，港督柏立基邀請富爾敦（J. S. Fulton）來港考察，並建議香港大學開設中文部，但被港大拒絕。中國共產黨在1949年奪得中國大陸的執政權後，在1952年推行高等院校院系調整，由教會創辦的私立大學被逼兼併或關閉，當中有部分師生逃到香港，期望可以在香港復辦大學，例如後來併入香港中文大學的崇基學院和聯合書院，還有維持獨立辦學的嶺南書院及珠海書院，但當時的香港法例只認可香港大學具有大學地位，所以這些遷到香港的院校都不能使用「大學」或「學院」命名，只能以「書院」為名繼續辦學。在這段時期有一些宗教團體嘗試在香港提供專上教育，如1956年開辦的香港浸會書院，但其功能及地位並不能與香港大學相提並論，政府不但沒有提供資助，也不承認其頒發的學歷等同大學程度。
縱使政府計劃為香港出生的市民提供教育及房屋，但對於第一批因國共內戰而逃難到香港的難民，由於政府認為這些難民遲早會返回中國大陸的原居地，故香港政府為他們只提供臨時庇護。受限於香港在1950年代初的經濟水平，當時的教育及醫療保健估計僅佔政府支出的9%。學校的課程強調香港在地區貿易的中介角色，也不要求香港市民效忠英國君主，香港學生因此較缺乏國家觀念。
由於國共內戰後，共產黨和退守台灣的國民黨在意識形態處於對侍，又有大批來自中國大陸居民遷入香港，令香港的政局同樣不穩定。香港政府有內部文件指出，34所市區學校被列為受共產黨員控制，當中24所位於新界。另外32所學校受到左翼份子控制，譬如職員及教師。一項新法例在1952年通過，授權政府關閉被視為有強烈政治色彩的學校。當時難民大多向基督教堂尋求教育及社會服務。

## 社會文化

### 生活方式

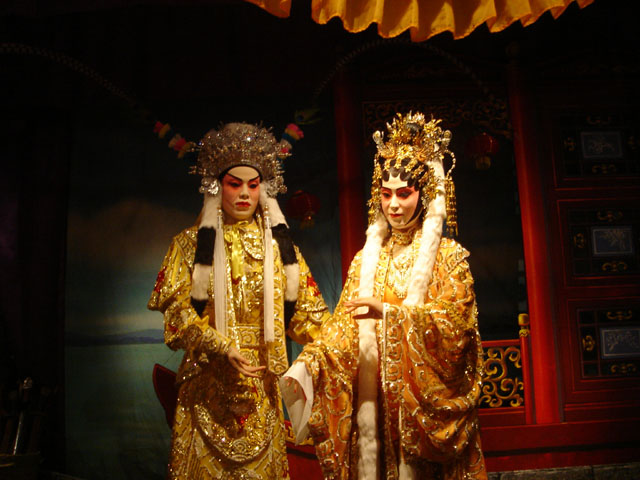
粵劇

日治時期結束後初期，政府壟斷了食物及原材料的採購和分發，包括米和棉線。政府的價格管制到了1953年才取消。1955年，為了穩定食米供應、防止囤積居奇，香港開始實施食米管制方案。這個時期的生活可以總結為「資源匱乏，人口激增」。不少中國大陸居民逃亡到香港，在山邊及大廈天台興建非法寮屋。結合了大陸不同宗族及香港原居民，一個充斥不同方言的社會順應而生。來自不同省份的人在香港建立自己的宗親會聯繫鄉里，亦帶來家鄉特色的飲食文化。因為普羅市民的的收入不多，而且人口急增謀生不易，於是亦產生大量小販在街上擺賣如雞蛋仔和車仔麵等小食及熟食。由於香港市民對享用西方飲食的興趣日增，於是茶餐廳亦應運而生。

### 娛樂
粵劇、粵曲、粵語電影、國語電影、電台節目成了香港市民最大娛樂。電台方面，香港商業電台於1959年8月26日正式開台，成為繼香港電台及香港麗的呼聲後第三間電台。當時的電台節目多以廣播劇為主，其中李我的《天空小說》曾風靡一時。
另一方面，當時中國大陸藝術家逃到香港，為香港的藝術貢獻良多。他們把傳統粵劇從舞台表演搬上戲院的大銀幕。粵劇電影像雨後春荀般百花齊放。譬如：《黃飛鴻傳》在50年代陸續拍了60多部。又例如，戰後南來的電影工作者朱石麟為了香港培養了不少編、導、演的人才。
1957年5月29日，香港麗的呼聲以400萬港元資本創辦「麗的映聲」（亞洲電視前身），提供有線電視廣播。這不單只是香港第一個電視台，更是全球華人地區第一個電視台。不過，電視在1950年代的香港仍處於起步階段，並未開始普及起來。

### 女性地位
1949年，警隊首次招募女警。1951年，十名女警畢業，編入各區刑事偵緝部，香港首次有女性執行文書工作以外的治安工作。1957年6月，東華三院的護士發起集會，要求廢除女性婚後停用的規定。
除此之外，當時的電影也不乏反映出女性在社會上遭遇到的問題、女性意識的覺醒、以至她們勇敢反抗的故事，例如朱石麟導演的《各有千秋》、《新寡》，長城出品的《我是一個女人》等。